# هناء مجج
هناء مجاج وُلدَت في 14 سبتمبر 1982م، وهيَ سَبَّاحَة أردنية سابقة، مُتَخَصّصَة في سِباق الفراشات. () مَثَّلَت الأردن في دَورة الألعاب الأولمبية الصيفية 2000، وتَدَرَّبَت ضمن فريق الأسود BYU للسِّباحة والغوص في جامِعة بريغهام يونغ في بروفو، يوتا.
تَنافَسَت هَناء فَقط في سِباق الفَراشَة النِّسائِية 200م في الألعاب الأولمبية الصيفية لعام 2000 في سيدني. حيثُ تَلَقَّت تَذكِرة من فينا في إطار برنامج عالَمي دون الاجتماع في وقت الدُّخول. شارَكَت ضدَّ ثلاثة من السباحين الآخرين تشان الجناح سويت من هونغ كونغ، تينكا دانشيفيتش من كرواتيا، وآنا كارولينا اغيليرا من الأرجنتين. كانت عَلى مَقرَبَة مِن المَكان الأخير كَأفضل وقت من 2:31.78، فَشِلَت مجاج في التَّقدَُم إلى الدَّور النِّصف النهائي، لأنها كانَت السادسة والثلاثين في المَرحَلَة التَّمهيديَّة.

## وصلات خارجية
- هناء مجج على موقع الاتحاد الدولي للسباحة (الإنجليزية)
- هناء مجج على موقع SwimRankings.net (الإنجليزية)
- هناء مجج على موقع اللجنة الأولمبية الدولية (الإنجليزية)
- هناء مجج على موقع أوليمبيديا (الإنجليزية)

- Player Bio – BYU Cougars